# Де Чезаре, Карло
Ка́рло Де Че́заре (итал. Carlo De Cesare; 12 ноября 1824, Спинаццола, Апулия — 12 октября 1882, Рим) — итальянский экономист, литератор, политический и государственный деятель.

## Биография
Окончил Королевский технический колледж, продолжил учёбу на юридическом факультет в Неаполитанский университет имени Фридриха II.
Вскоре, благодаря литературным произведениям, статьям и работам на экономические и либеральные темы, стал известен в Неаполе.
За участие в революции 1848—1849 годов в Италии и неудавшейся попытке поднять восстание в Милане в феврале 1853 года неоднократно арестовывался, долго находился в тюрьмах и ссылках.
В 1860 году, после фактического образование единого итальянского государства, был назначен генеральным секретарём по финансам Неаполя, позже — генеральный инспектор банков-эмитентов (1867—1870), директор аудиторского суда (1870), с 1871 г. — депутат и сенатор (1876).
Автор многих важных законов в области сельского хозяйства.
Карло Де Чезаре отстаивал принципы частной собственности, боролся за создание сельскохозяйственных и кредитных союзов и фондов, а также, — за развитие народного образования, в то время, как подавляющее большинство итальянцев были неграмотными.
Де Чезаре был плодовитый литератором, автором около 60 произведений, в том числе, исторического романа «Il conte di Minervino. Storia del '300» (I—III, Бари, 1845).
Наиболее известные научные труды :
- «Il mondo civile ed industriale nel XIX secolo»;
- «Della scienza statistica»;
- «Della proprieta intellettuale»;
- «Delle condizione economiche delle classe agricole»;
- «Credito fondiario e l’agricolo»;
- «Due Scuole economiche» (1875) и др.

## Награды
- Великий офицер Ордена Короны Италии
- Орден Святых Маврикия и Лазаря
- Орден Христа (Португалия)